# Jorge Valdivia
Jorge Luis Valdivia Toro (født 19. oktober 1983) er en chilensk fodboldspiller, der spiller for Palmeiras som offensiv midtbane. Han spiller også for Chiles fodboldlandshold.